# Publi Licini Cras Dives (pretor 57 aC)
Publi Licini Cras Dives (en llatí: Publius Licinius Crassus Dives) va ser un magistrat romà del segle i aC que feia part de la gens Licínia, d'origen plebeu, i era de la família dels Licini Cras Dives.
Probablement va ser edil plebeu l'any 60 aC, i el 59 aC va ser jutge de la causa en què s'acusà Luci Veti de conspirar contra la vida de Pompeu, que acabà amb l'empresonament de l'acusat. El 57 aC va ser pretor urbà, càrrec durant el qual va afavorir el retorn de Ciceró de l'exili.
Sembla que, malgrat ser d'una família de tal riquesa que portava el sobrenom de Dives ('ric'), va malbaratar bona part de la seva riquesa, fins al punt que es feien bromes sobre el fet que el seu sobrenom havia deixat de ser-li escaient, i que l'anomenaven més aviat Decoctor ('malbaratador, arruïnat').